# Carlos Karabin
Carlos Javier Karabin (Morón, Buenos Aires, 31 de agosto de 1963) es un exfutbolista argentino que jugaba como defensor.

## Trayectoria

### River
Karabin debutó en con la camiseta de River en 1982. En 1986 formó parte de uno de los mejores equipos en la historia del club, ya que, ese año la institución se coronó campeón del Campeonato 1985/86, la Copa Libertadores y de la Copa Intercontinental.

### Millonarios
En 1987 tuvo su primera experiencia en el exterior, cuando se sumó a Millonarios de Colombia. En el club de Bogotá tuvo un breve paso.

### Vélez
De cara a la temporada 1987/88, volvió a Argentina para sumarse a Vélez.

### Quilmes
En 1988 llegó a Quilmes. En el cervecero jugó hasta 1990.

### Laferrere
En 1990 pasó a Laferrere. En su primer año consiguió el ascenso a la B Nacional. Jugó en el club hasta 1992.

### Atlético Tucumán
En la temporada 1992/93 se mudó a San Miguel de Tucumán, para jugar en Atlético Tucumán.

### Defensa y Justicia
En 1996 se unió a Defensa y Justicia, club en donde le puso fin a su carrera.

## Clubes
| Club               | País      |
| ------------------ | --------- |
| River              | Argentina |
| Millonarios        | Colombia  |
| Vélez              | Argentina |
| Quilmes            | Argentina |
| Laferrere          | Argentina |
| Atlético Tucumán   | Argentina |
| Defensa y Justicia | Argentina |

## Palmarés
| Título                | Equipo | País      | Año     |
| --------------------- | ------ | --------- | ------- |
| Primera División      | River  | Argentina | 1985/86 |
| Copa Libertadores     | River  | Argentina | 1986    |
| Copa Intercontinental | River  | Argentina | 1986    |